# Will & Grace
Will & Grace, również Para nie do pary – amerykański sitcom kanału NBC kręcony w latach 1998–2006 i ponownie, w latach 2017–2020.
Opowiada o losach dwojga tytułowych bohaterów, – Willa Trumana (Eric McCormack) i Grace Adler (Debra Messing). Są współlokatorami, mieszkają w Nowym Jorku. Will jest prawnikiem-gejem, natomiast Grace dekoratorką wnętrz.
Serial porusza tematykę LGBT. Był emitowany w pięćdziesięciu czterech krajach świata, w tym m.in. w Nepalu, Libanie, Południowej Afryce, Turcji, Indiach, Macedonii Północnej, Izraelu i niektórych krajach arabskich. W Polsce emitowało go pięć stacji telewizyjnych: Fox Life, HBO, Wizja Jeden (pt. Para nie do pary), TV Puls i Fox Comedy.
Jedenaście lat później, w 2016 r. zdecydowano o wznowieniu produkcji serialu na trzy sezony liczące łącznie 16 (sezon 9: emisja od 27 września 2017 do 5 kwietnia 2018), 18 (sezon 10: emisja od 4 października 2018 do 4 kwietnia 2019) i 18 odcinków (finalny, sezon 11: emisja od 24 października 2019 do 23 kwietnia 2020). Epizod "It's Time" zakończył emisje serialu.

## Obsada

### Główna
- Eric McCormack – William „Will” Truman pochodzi z zamożnej, ustosunkowanej i konserwatywnej rodziny. Ma nienaganne maniery, dobrze płatną pracę, lecz brak mu pewności siebie w nawiązywaniu bliższych relacji z mężczyznami. Późno się ujawnił (ang. coming out) i z trudem zyskał akceptację swoich rodziców. Jest pedantyczny i świetnie gotuje. Mieszkanie z Grace wielokrotnie wystawiło jego cierpliwość na próbę. Najbliższymi przyjaciółmi Willa są szydząca z niego Karen Walker i Jack McFarland.
- Debra Messing – Grace Elizabeth Adler−Markus to swobodna, piękna kobieta, której rodzina nie przywiązuje wielkiej wagi do tego, „co ludzie powiedzą”. Ma dość napięte stosunki z matką i niepohamowany pociąg do jedzenia, choć jej figura jest nienaganna. Najbliższymi przyjaciółmi Grace są Karen Walker i Jack McFarland.
- Megan Mullally – Karen Delaney−St. Croix−Popeil−Walker−Finster−Walker jest milionerką, alkoholiczką i lekomanką o charakterystycznym, piskliwym głosie. Ma męża – Stana – który jest monstrualnie otyły, oraz dwójkę pasierbów, których imion nigdy nie pamięta.
- Sean Hayes – John Philip „Jack” McFarland jest całkowitym przeciwieństwem Willa. Nie ma dobrego wykształcenia i przyzwoitej pracy. Marzy by zostać aktorem, choć jego aktorskie umiejętności są żadne. Przez lata żyje na utrzymaniu przyjaciół. Jest wyzwolonym gejem, który pomógł Willowi ujawnić swoją orientację.
- Shelley Morrison – Rosario Inés Consuelo Yolanda Salazar (od 3. sezonu) to służąca Karen, z którą nieustannie wymienia się obraźliwymi epitetami oraz była żona Jacka, gdy okazało się, że może być deportowana do kraju urodzenia.

### Drugoplanowa i gościnna
- Leslie Jordan – Beverley Leslie (2001–2006), przyjaciel-wróg Karen
- Harry Connick Jr. – Leo Markus (2002–2006), mąż Grace
- Bobby Cannavale – Vince D’Angelo (2004–2006), mąż Willa
- Debbie Reynolds – Bobbi Adler (1999, 2006), matka Grace
- Sydney Pollack – George Truman (2000, 2006), ojciec Willa
- Lesley Ann Warren – Tina (2001, 2006), kochanka George’a
- Blythe Danner – Marilyn Truman (2001, 2006), matka Willa
- Gregory Hines – Ben Doucette (1999, 2000), były szef Willa
- Minnie Driver – Lorraine Finster (2003, 2004), córka Lyle'a
- John Cleese – Lyle Finster (2003, 2004), czwarty i były mąż Karen
- Lily Tomlin – Margot (2005, 2006), szefowa Willa w sezonie 7. i 8.
- Corey Parker – Josh (2000), były, nadwrażliwy chłopak Grace
- Parker Posey – Dorleen (2001), była szefowa Jacka w Barney's Department Store
- Woody Harrelson – Nathan (2001), były chłopak Grace
- Dan Futterman – Barry (2003), były narzeczony Grace
- Tim Curry – Marion Finster (2004), brat Lyle'a
- Eric Stoltz – Tom Cassidy (2005), były, żonaty chłopak Grace
- Edward Burns – Nick (2005), byłe zauroczenie Grace
- Marshall Manesh – pan Zamir (1999–2003)

W serialu wystąpiło wiele gwiazd kina i estrady, w tym 5 laureatów Oscara, 9 zdobywców Złotego Globu i 6 laureatów Grammy:
- Madonna – Liz, współlokatorka Karen
- Sharon Stone – Georgia Keller, terapeutka Willa i Grace
- Demi Moore – Sissy, opiekunka do dzieci i znajoma Jacka McFarland
- Britney Spears – Amber Louise, ortodoksyjna chrześcijanka oraz zwolenniczka prezydenta G.W. Busha i tortur. Wyuzdana lesbijka
- Suzanne Pleshette – Lois Whitley, kelnerka i matka Karen
- Luke Perry – Aaron, seksowny, zamknięty w sobie homoseksualny student i ornitolog
- Matt Damon – Owen, heteroseksualista podszywający się pod geja, by śpiewać w gejowskim chórze Manhattanu
- Joan Collins – Helena Barnes, sławna projektantka wnętrz
- Macaulay Culkin – Jason Towne, adwokat reprezentujący Karen na procesie rozwodowym
- Ellen DeGeneres – siostra Louisa, zakonnica, której Grace sprzedała samochód
- Gene Wilder – Pan Stein, niezrównoważony psychicznie wspólnik z kancelarii Willa
- Michael Douglas – Gavin Hatch, policjant i kryptogej z problemem nawiązywania stosunków z innymi mężczyznami
- Andy García – Milo, restaurator i kochanek Karen
- Glenn Close – Fannie Lieber, zawodowy fotograf gwiazd
- Jeff Goldblum – Scott Woolley, milioner pragnący dokonać zemsty na Karen. Później jej adorator.
- Alec Baldwin – Malcolm Widmark, agent CIA i adorator Karen, który pomógł upozorować śmierć jej męża – Stana.
- Richard Chamberlain – Clyde, przyjaciel Willa i weteran wojny koreańskiej
- Patrick Dempsey – Matthew, gej, dziennikarz sportowy
- Taye Diggs – James Hanson, gej, Kanadyjczyk starający się o zieloną kartę USA

Ponadto wystąpili, grając samych siebie
- Kevin Bacon
- Candice Bergen
- Sandra Bernhard
- Katie Couric
- George Takei
- Josh Lucas
- Patti LuPone
- Cher
- Janet Jackson
- Elton John
- Jennifer Lopez
- Barry Manilow
- Hall & Oates
- Martina Navrátilová

## Nagrody
Will & Grace był nominowany 83 razy do nagrody Emmy i zdobył 16 statuetek. W latach 2001–2005 był sitcomem o najwyższej oglądalności wśród dorosłych widzów w USA. Odważnie i z humorem podejmując tematykę homoseksualizmu przetarł szlak innym serialom queer, w tym m.in. bardzo odważnemu i ważnemu przedsięwzięciu, jakim był amerykańsko-kanadyjski Queer as Folk.
Will & Grace jest jednym z 3 sitcomów w historii, w których wszyscy główni aktorzy (McCormack, Messing, Hayes i Mullally) zdobyli przynajmniej jedną nagrodę Emmy.
Serial był 27 razy nominowany do Złotego Globu, ale ani razu nie otrzymał tej nagrody.
Megan Mullally i Sean Hayes są rekordzistami pod względem ilości nagród Stowarzyszenia Aktorów Filmowych (Screen Actors Guild Awards, SAG Awards) w kategorii Najlepsza kobieca rola w serialu komediowym i Najlepsza męska rola w serialu komediowym. Mullally, za rolę Karen Walker, zdobyła tę nagrodę trzy razy z rzędu, w latach 2001, 2002 i 2003. Hayes, za rolę Jacka McFarlanda, otrzymał to wyróżnienie w latach 2001, 2002 i 2005. W 2008 roku Alec Baldwin za rolę w serialu Rockefeller Plaza 30 otrzymał trzecią statuetkę i wyrównał rekord Hayesa.
- Wygrane

2000
1. Najlepszy serial komediowy
2. Megan Mullally – Najlepsza aktorka drugoplanowa
3. Sean Hayes – Najlepszy aktor drugoplanowy

2001
1. Eric McCormack – Najlepszy aktor
2. Tony Askins – Najlepsze zdjęcia w serialu kręconym przy użyciu wielu kamer
3. Glenda Rovello, Melinda Ritz – Najlepsza scenografia w serialu kręconym przy użyciu wielu kamer

2002
1. Tony Askins – Najlepsze zdjęcia w serialu kręconym przy użyciu wielu kamer
2. Glenda Rovello, Melinda Ritz – Najlepsza scenografia w serialu kręconym przy użyciu wielu kamer

2003
1. Debra Messing – Najlepsza aktorka
2. Gene Wilder – Najlepszy gościnny występ
3. Tony Askins – Najlepsze zdjęcia w serialu kręconym przy użyciu wielu kamer
4. Glenda Rovello, Melinda Ritz – Najlepsza scenografia w serialu kręconym przy użyciu wielu kamer

2005
1. Bobby Cannavale – Najlepszy gościnny występ
2. Tony Askins – Najlepsze zdjęcia w serialu kręconym przy użyciu wielu kamer

2006
1. Megan Mullally – Najlepsza aktorka drugoplanowa
2. Leslie Jordan – Najlepszy gościnny występ

- Nominacje

1999
1. Najlepsza reżyseria serialu komediowego -James Burrows. Za pilota.

2000
1. Najlepsza aktorka – Debra Messing
2. Najlepszy aktor – Eric McCormack
3. Najlepszy gościnny występ – Debbie Reynolds
4. Najlepsza reżyseria serialu komediowego – James Burrows. Za odcinek „Homo For The Holidays”
5. Najlepsze zdjęcia w serialu kręconym przy użyciu wielu kamer – Tony Askins
6. Najlepsza scenografia w serialu kręconym przy użyciu wielu kamer Glenda Rovello Melinda Ritz
7. Najlepszy montaż serialu kręconego przy użyciu wielu kamer – Peter Chakos. Za odcinek „Ben? Her?"

2001
1. Najlepszy serial komediowy
2. Najlepsza aktorka – Debra Messing
3. Najlepsza aktorka drugoplanowa – Megan Mullally
4. Najlepszy aktor drugoplanowy – Sean Hayes
5. Najlepsza reżyseria serialu komediowego – James Burrows. Za odcinek „Lows In The Mid-Eighties”
6. Najlepszy scenariusz serialu komediowego – Jeff Greenstein. Za odcinek „Lows In The Mid-Eighties”
7. Najlepsze kostiumy w serialu – Lori Eskowitz Mary, Walbridge. Za odcinek „Lows In The Mid-Eighties”
8. Najlepszy montaż serialu kręconego przy użyciu wielu kamer – Peter Chakos. Za odcinek „Lows In The Mid-Eighties"

2002
1. Najlepszy serial komediowy
2. Najlepsza aktorka – Debra Messing
3. Najlepsza aktorka drugoplanowa – Megan Mullally
4. Najlepszy aktor drugoplanowy – Sean Hayes
5. Najlepszy gościnny występ – Michael Douglas
6. Najlepszy gościnny występ – Glenn Close
7. Najlepsza reżyseria serialu komediowego – James Burrows. Za odcinek „A Chorus Lie”
8. Najlepsze kostiumy w serialu – Lori Eskowitz, Mary Walbridge. Za odcinek „A Moveable Feast”
9. Najlepszy montaż serialu kręconego przy użyciu wielu kamer Peter Chakos Za odcinek „A Chorus Lie”.

2003
1. Najlepszy serial komediowy
2. Najlepszy aktor – Eric McCormack
3. Najlepszy aktor drugoplanowy – Sean Hayes
4. Najlepsza aktorka drugoplanowa – Megan Mullally
5. Najlepsza reżyseria serialu komediowego – James Burrows. Za odcinek „24”
6. Najlepszy montaż serialu kręconego przy użyciu wielu kamer – Peter Chakos. Za odcinek „Marry Me A Little, Marry Me A Little More”.

2004
1. Najlepszy serial komediowy
2. Najlepsza aktorka drugoplanowa – Megan Mullally
3. Najlepszy aktor drugoplanowy – Sean Hayes
4. Najlepszy gościnny występ – John Cleese
5. Najlepszy gościnny występ – Eileen Brennan
6. Najlepsza scenografia w serialu kręconym przy użyciu wielu kamer – Glenda Rovello, Melinda Ritz
7. Najlepsze zdjęcia w serialu kręconym przy użyciu wielu kamer – Tony Askins
8. Najlepszy montaż serialu kręconego przy użyciu wielu kamer – Peter Chakos. Za odcinek „Last Ex To Brooklyn"

2005
1. Najlepszy serial komediowy
2. Najlepszy aktor – Eric McCormack
3. Najlepsza aktorka drugoplanowa – Megan Mullally
4. Najlepszy aktor drugoplanowy – Sean Hayes
5. Najlepszy gościnny występ – Jeff Goldblum
6. Najlepszy gościnny występ – Blythe Danner
7. Najlepsza reżyseria serialu komediowego – James Burrows. Za odcinek „It's a Dad, Dad, Dad, Dad World”
8. Najlepsza scenografia w serialu kręconym przy użyciu wielu kamer – Glenda Rovello, Melinda Ritz
9. Najlepszy montaż serialu kręconego przy użyciu wielu kamer – Peter Chakos. Za odcinek „The Newlydreads”.

2006
1. Najlepsza aktorka – Debra Messing
2. Najlepszy aktor drugoplanowy – Sean Hayes
3. Najlepszy gościnny występ – Blythe Danner
4. Najlepsza charakteryzacja w serialu (naturalna)
5. Najlepsze fryzury w serialu. Za odcinek „The Finale”.
6. Najlepsza scenografia w serialu kręconym przy użyciu wielu kamer – Glenda Rovello, Melinda Ritz
7. Najlepszy montaż serialu kręconego przy użyciu wielu kamer – Peter Chakos. Za odcinek „The Finale"

- Wygrane

2001
1. Debra Messing, Eric McCormack, Megan Mullally, Sean Hayes – Najlepszy zespół aktorski w serialu komediowym

2002
1. Sean Hayes – Najlepszy aktor drugoplanowy
2. Megan Mullally – Najlepsza aktorka drugoplanowa

2003
1. Sean Hayes – Najlepszy aktor drugoplanowy
2. Megan Mullally – Najlepsza aktorka drugoplanowa

2004
1. Megan Mullally – Najlepsza aktorka drugoplanowa

2006
1. Sean Hayes – Najlepszy aktor drugoplanowy

- Nominacje

2001
1. Najlepszy aktor drugoplanowy – Sean Hayes
2. Najlepsza aktorka drugoplanowa – Megan Mullally
3. Najlepsza aktorka drugoplanowa – Debra Messing

2002
1. Najlepszy zespół aktorski w serialu komediowym – Debra Messing, Eric McCormack, Megan Mullally, Sean Hayes

2003
1. Najlepszy zespół aktorski w serialu komediowym – Debra Messing, Eric McCormack, Megan Mullally, Sean Hayes

2004
1. Najlepszy aktor drugoplanowy – Sean Hayes
2. Najlepszy zespół aktorski w serialu komediowym – Debra Messing, Eric McCormack, Megan Mullally, Sean Hayes

2005
1. Najlepsza aktorka – Debra Messing
2. Najlepszy aktor drugoplanowy – Sean Hayes
3. Najlepsza aktorka drugoplanowa Megan Mullally
4. Najlepszy zespół aktorski w serialu komediowym – Debra Messing, Eric McCormack, Megan Mullally, Sean Hayes

2006
1. Najlepsza aktorka drugoplanowa – Megan Mullally

2007
1. Najlepsza aktorka drugoplanowa – Megan Mullally

- Wygrane

1998
Najlepszy serial komediowy
1999
Najlepszy serial komediowy
2000
Najlepszy serial komediowy
2001
Najlepszy serial komediowy
2002
Najlepszy serial komediowy
2004
Najlepszy serial komediowy
2005
Najlepszy serial komediowy
- Nominacje

2003
Najlepszy serial komediowy
- Wygrane

Serial nie zdobył żadnej statuetki
- Nominacje

1999
1. Najlepszy serial komediowy
2. Najlepszy aktor w serialu komediowym – Erick McCormack
3. Najlepsza aktorka w serialu komediowym – Debra Messing
4. Najlepszy aktor drugoplanowy w serialu komediowym – Sean Hayes

2000
1. Najlepszy serial komediowy
2. Najlepszy aktor w serialu komediowym – Erick McCormack
3. Najlepsza aktorka w serialu komediowym – Debra Messing
4. Najlepszy aktor drugoplanowy w serialu komediowym – Sean Hayes
5. Najlepsza aktorka drugoplanowa w serialu komediowym – Megan Mullally

2001
1. Najlepszy serial komediowy
2. Najlepszy aktor w serialu komediowym – Erick McCormack
3. Najlepsza aktorka w serialu komediowym – Debra Messing
4. Najlepszy aktor drugoplanowy w serialu komediowym – Sean Hayes
5. Najlepsza aktorka drugoplanowa w serialu komediowym – Megan Mullally

2002
1. Najlepszy serial komediowy
2. Najlepszy aktor w serialu komediowym – Erick McCormack
3. Najlepsza aktorka w serialu komediowym – Debra Messing
4. Najlepszy aktor drugoplanowy w serialu komediowym – Sean Hayes
5. Najlepsza aktorka drugoplanowa w serialu komediowym – Megan Mullally

2003
1. Najlepszy serial komediowy
2. Najlepszy aktor w serialu komediowym – Erick McCormack
3. Najlepsza aktorka w serialu komediowym – Debra Messing
4. Najlepszy aktor drugoplanowy w serialu komediowym – Sean Hayes
5. Najlepsza aktorka drugoplanowa w serialu komediowym – Megan Mullally

2004
1. Najlepszy serial komediowy
2. Najlepsza aktorka w serialu komediowym – Debra Messing
3. Najlepszy aktor drugoplanowy w serialu komediowym – Sean Hayes

## Spis odcinków
Emisja 1998 − 2006
1. Miłość i małżeństwo – Pilot
2. Nowa umowa na życie – A New Lease On Life
3. Ściana więcej, ściana mniej – Head Case
4. Apartament Harlina – Between A Rock And Harlin's Place
5. Żart – Boo ! Humbug
6. Sekrety Willa – William, Tell
7. Albo Will albo inni – Where There's A Will, There's No Way
8. Zakupy – The Buying Game
9. Wielki Brat – The Big Vent
10. Cała prawda o Willu i psach – The Truth About Will And Dogs
11. Will na lodzie – Will On Ice
12. Moja droga pokojówka – My Fair Maid-y
13. Genialna mamuśka – Th Unsinkable Mommy Adler
14. Wielki Brat nadchodzi (1) – Big Brother Is Coming: Part 1
15. Wielki Brat nadchodzi (2) – Big Brother Is Coming: Part 2
16. Twój, mój lub nasz – Yours, Mine Or Ours
17. Sekrety i kłamstwa – Secrets And Lies
18. Zamiana – Grace Replaced
19. Siłownia – Alley Cats
20. Ocalić Grace – Saving Grace
21. Konkurencja – Will Works Out
22. Obiekt odrzucenia – Objects Of My Rejection

1. Zgadnij kto nie wpadnie na kolację ? – Guess Who's Not Coming To Dinner
2. Wybory – Election
3. Super Grace – Das Boob
4. Serce matki – Whose Mom Is It, Anyway?
5. Upadek – Polk Defeats Truman
6. Gwiazda porno –	To Serve And Disinfect
7. Gej z przypadku – Homo For The Holidays
8. Adwokat diabła – Terms Of Empolyment
9. Kłamstwo ma krótkie nogi – I Never Promised You An Olive Garden
10. Wartość pieniędzy – Tea And A Total Lack Of Sympathy
11. Ziarna niezgody – Seeds Of Discontent
12. Terapia Willa –	He's Come Undone
13. Ojcowie i synowie – Oh Dad, Poor Dad, He's Kept Me In The Closet And I'm So Sad
14. Pocałunek – Acting Out
15. Niepotrzebne rady – Advise And Resent
16. Powrót namiętności – Hey La, Hey La, My Ex-Boyfriend's Back
17. Szpitalne przedstawienie – The Hospital Show
18. Dobroczynność –	Sweet (And Sour) Charity
19. Romans do zapomnienia –	An Affair To Forget
20. Nowa przyjaźń –	Girls, Interrupted
21. Profesor Dudley – There But For The Grace Of Grace
22. Pośladki mojego najlepszego przyjaciela – My Best Friend's Tush
23. On, ona i on (1) – Ben? Her? (1)
24. On, ona i on (2) – Ben? Her? (2)

1. Nowy Will – New Will City
2. Mniejsze zło – Fear And Clothing
3. Dziwne związki – Husbands And Trophy Wives
4. Kłopotliwa dziewczyna –	Girl Trouble
5. Grace 0, Jack 2000 – Grace 0, Jack 2000
6. Miłosny trójkąt – Love Plus One
7. Cyganie, transwestyci i trawka – Gypsies, Tramps And Weed
8. Powrót do lat osiemdziesiątych (1) – Lows In The Mid-Eighties (1)
9. Powrót do lat osiemdziesiątych (2) – Lows In The Mid-Eighties (2)
10. Nikt nie jest doskonały – Three's A Crowd, Six Is A Freak Show
11. Kawa i zaangażowanie – Coffee & Commitment
12. Gwiazdy i fani – Swimming Pools Movie Stars
13. Miłóść i szaleństwo – Crazy In Love
14. Braterska miłość – Brothers, A Love Story
15. Samochód po wujku – My Uncle The Car
16. Zdrada (1) – Cheaters (1)
17. Zdrada (2) – Cheaters (2)
18. Psie szaleństwo – Mad Dogs And Average Men
19. Poker –	Poker ? I Don't Even Like Her
20. Stare pianino –	An Old-Fashioned Piano Party
21. Młody i nietaktowny – The Young And The Tactless
22. Alice nie zasepleni nigdy więcej – Alice Doesn't Lisp Here Anymore
23. Dziwne związki – Last Of The Really Odd Lovers
24. Synowie i kochankowie (1) – Sons And Lovers (1)
25. Synowie i kochankowie (2) – Sons And Lovers (2)

1. Gdzie dwóch się bije, tam trzeci korzysta – The Third Wheel Gets The Grace
2. Przeszłość i teraźniejszość – Past And Presents
3. Przyczajony ojciec, ukryty mąż – Crouching Father, Hidden Husband
4. Więzienny blues – Prison Blues
5. Swaty –	Loose Lips Sink Relationships
6. Reguły zaręczyn – Rules Of Engagement
7. Poza kąpielą i łóżkiem – Bad, Bath And Beyond
8. Kandydaci – Star-Spangled Banter
9. Podróż dziękczynienia (1) – Moveable Feast (1)
10. Podróż dziękczynienia (2) – Moveable Feast (2)
11. Interesy – Stakin' Care Of Business
12. Dekoracja świąteczna – Jingle Balls
13. Nelly –	Whoa, Nelly !
14. Grace w więzieniu – Grace In The Hole
15. Farbowanie jest łatwe –	Dyeing Is Easy, Comedy Is Hard
16. Kłamstwo zbiorowe – A Chorus Lie
17. Starzy ludzie, nowe miejsca (1) – Someone Old, Someplace New (1)
18. Wyrównanie rachunków (2) – Something Borrowed, Someone's Due (2)
19. Szczęśliwa rocznica – Cheatin' Trouble Blues
20. Krasnal niezgody – Went To A Garden Potty
21. Turniej koszykówki – He Shoots, They Snore
22. Ślubne zapędy –	Wedding Balls
23. Banalny urok – Fagel Attraction
24. Hokus Pokus – Hocus Focus
25. Tylko słowa – A Buncha White Chicks Sittin' Around Talkin'
26. Sztuczne zapłodnienie (1) – A.I.: Artificial Insemination (1)
27. Sztuczne zapłodnienie (2) – A.I.: Artificial Insemination (2)

1. Jeździec na koniu – ...And The Horse He Rode It On
2. Asystent – Bacon And Eggs
3. Kłótnia – The Kid Stays Out Of The Picture
4. Szczęśliwe zakończenie – Humongous Growth
5. Sielskie Halloween – It's The Gay Pumpkin, Charlie Brown
6. Neurotyczny partner – Boardroom And A Parked Place
7. Jeden zastrzyk i katastrofa gotowa – The Needle And The Omelet's Down
8. Wyjdź za mnie (1) – Marry Me A Little (1)
9. Wyjdź za mnie na serio (2) – Marry Me A Little More (2)
10. Koniec miodowego miesiąca – The Honeymoon's Over
11. Wigilia – All About Christmas Eve
12. Geje na boisku – Field Of Queens
13. Przedłużanie gatunku – Fagmalion Part 1: Gay It Forward
14. Atak klonów – Fagmalion Part 2: Attack Of The Clones
15. Pojednawcza gra – Homojo
16. Kobiety i dzieci przodem – Women And Children First
17. Żegnaj Barry –	Fagmalion Part 3: Bye Bye Beardy
18. Facet, który mnie kochał – Fagmalion Part 4: The Guy Who Loved Me
19. Seks, przegrani i kasety video – Sex, Losers And Videotape
20. Niespodzianka –	Leo Unwrapped
21. Lalki i lalki –	Dolls And Dolls
22. Niech rozwód będzie z tobą – May Divorce Be With You
23. 23 – 23
24. 24 – 24

1. Rozbitkowie na morzu – Dames At Sea
2. Była dziewczyna – Last Ex To Brooklyn
3. Mecz towarzyski – Home Court Disadventage
4. Ja i pan Jones – Me & Mr. Jones
5. Literowanie – A-Story, Bee-Story
6. Przez wózek do serca – Heart Like A Wheelchair
7. Pielęgniarz – Nice In White Satin
8. Szkoła pielęgniarska – Swimming From Cambodia
9. Wieczór w restauracji –	Strangers With Candice
10. Prawdziwy fan –	Fanilow
11. Perfekcyjna siostra – The Accidential Tsuris
12. Różnica wieku –	A Gay/December Romance
13. Romantyczna oferta – Ice Cream Balls
14. Lekcja gotowania – Looking For Mr. Good Enough
15. Inwestycje z sercem (1) – Flip-Flop (1)
16. Inwestycje z sercem (2) – Flip-Flop (2)
17. Konkurencyjne taktyki –	East Side Story
18. Katastrofa drogowa – Courting Disaster
19. Brak seksu w wielkim mieście - No Sex 'N' The City
20. Ocena Grace – Fred Astaire & Ginger Chicken
21. Kobiety ojca – I Never Cheered For My Father
22. Przedmowa – Speechless
23. Ślub w Vegas – I Do (1)
24. Rozwód w Vegas – Oh, No, You Di-In't

1. Nowa piosenka –	FYI: I Hurt, Too
2. Tancerze – Back Up Dancer
3. O jednego geja za dużo – One Gay At A Time
4. Towarzystwo – Company
5. Kluczowa impreza – Key Party
6. Nowożeńcy – The Newlydreads
7. Will & Grace & Vince & Nadine –	Will & Grace & Vince & Nadine
8. Na ratunek Grace (1) – Saving Grace, Again (1)
9. Na ratunek Grace (2) – Saving Grace, Again (2)
10. Królowe wieczoru (1) – Queens For A Day (1)
11. Królowe wieczoru (2) – Queens For A Day (2)
12. Przerwa świąteczna – Christmas Break
13. Niebezpieczeństwo zażegnane – Board Games
14. Partnerzy – Partners
15. Zemsta – Bully Woolley
16. Walentynki – Dance Cards & Greeting Cards
17. Miłośnicy ptaków – The Birds & The Bees
18. Wspaniały cukiernik – The Fabulous Baker Boy
19. Sour Balls – Sour Balls
20. Terapeutka – The Blonde Leading The Blind
21. Odnaleziony tata – It's A Dad, Dad, Dad, Dad World
22. Stąd do wieczności – From Queer To Eternity
23. Przyjaciele z korzyściami (1) –	Friends With Benefits (1)
24. Przeszłość powraca (2) – Kiss And Tell (2)

1. Żywy i aktywny – Alive And Schticking
2. Podążając za emocjami –	I Second That Emotion
3. Stary człowiek i morze – The Old Man And The Sea
4. Dobroczynny Will – Steams Like Old Times
5. Cała prawda – The Hole Truth
6. Miłość wysokich lotów –	Love Is In The Airplane
7. Jak dwa pingwiny – Birds Of A Feather Boa
8. Matka jest tylko jedna – Swish Out Of Water
9. Gejowskie święta – A Little Christmas Queer
10. Wszyscy razem i namiętnie – Von Trapped
11. Humor łazienkowy – Bathroom Humor
12. Zakazany owoc –	Forbidden Fruit
13. Glina –	Cop To It
14. Miłość w Los Angeles – I Love L. Gay
15. Definicja małżeństwa (1) – The Definition Of Marriage (1)
16. Oczekiwania Grace (2) –	Grace Expectations (2)
17. Kowboje i Irańczycy – Cowboys And Iranians
18. Wszystko jest na sprzedaż – Buy, Buy Baby
19. Kocyk niezgody – Blanket Apology
20. Syn w żałobie –	The Mourning Son
21. Partner zbrodni – Partners 'N' Crime
22. Siostra Karen –	Whatever Happened To Baby Gin ?
23. Finał (1) – The Finale (1)
24. Finał (2) – The Finale (2)

Emisja 2017 − 2020
1. 11 Years Later
2. Who's Your Daddy
3. Emergency Contact
4. Grandpa Jack
5. How to Succeed in Business Without Really Crying
6. Rosario's Quinceañera
7. A Gay Olde Christmas
8. Friends and Lover
9. There's Something About Larry
10. The Wedding
11. Staten Island Fairy
12. Three Wise Men
13. Sweatshop Annie & the Annoying Baby Shower
14. The Beefcake & the Cake Beef
15. One Job
16. It's a Family Affair

1. The West Side Curmudgeon
2. Where in the World is Karen Walker?
3. Tex and the City
4. Who's Sorry Now?
5. Grace's Secret
6. Kid 'N Play
7. So Long, Division
8. Anchor Away
9. Family, Trip
10. Dead Man Texting
11. The Scales of Justice
12. The Pursuit of Happiness
13. The Real McCoy
14. Supreme Courtship
15. Bad Blood
16. Conscious Coupling
17. The Things We Do for Love
18. Jack's Big Gay Wedding

1. Eat, Pray, Love, Phone, Sex
2. Pappa Mia
3. With Enemies Like These
4. The Chick or the Egg Donor
5. The Grief Panda
6. Performance Anxiety
7. What a Dump
8. Lies & Whispers
9. Bi-plane
10. Of Mouse and Men
11. Accidentally on Porpoise
12. Filthy Phil, Part I
13. Filthy Phil, Part II
14. The Favourite
15. Broadway Boundaries
16. We Love Lucy
17. New Crib
18. It's Time

## Polski dubbing
Dubbing został zrobiony na zlecenie kanału Wizja Jeden. Stacja przed likwidacją w marcu 2001 roku zdążyła zdubbingować i pokazać pierwszy sezon. Serial był emitowany pod tytułem Para nie do pary.
Wersja polska: Master Film

Reżyseria: Małgorzata Boratyńska

Dialogi: Wojciech Szymański

Dźwięk: Renata Gontarz

Montaż: Krzysztof Podolski

Kierownictwo produkcji: Agnieszka Wiśniowska
Wystąpili:
- Elżbieta Jędrzejewska – Grace Adler Markus
- Jacek Rozenek – Will Truman
- Maria Sapierzanka – Karen Whitley Walker
- Tomasz Bednarek – Jack McFarland
- Maria Seweryn – Val Bassett

i inni